# 谢克·钦纳·莫拉纳
谢克·钦纳·莫拉纳（英語：Sheik Chinna Moulana，1924年5月12日—1999年4月13日）是一名印度音樂家。